# Mariene provincie Galapagos
De Mariene provincie Galapagos (44) (Engels: Galapagos marine province) is een biogeografische provincie en ligt in het oosten van de Grote Oceaan in het Marien rijk Tropische Oostelijke Stille Oceaan. De mariene provincie is vastgesteld door het World Wide Fund for Nature en The Nature Conservancy en is vernoemd naar de Galapagoseilanden.
In het noordoosten grenst het gebied aan de mariene provincie Tropische Oostelijke Stille Oceaan (43).

## Geografie
De mariene provincie ligt rond de Galapagoseilanden van Ecuador.

## Biogeografie
Het gebied kent zeeleven dat houdt van tropische temperaturen.

## Mariene ecoregio's
Deze mariene provincie bestaat uit 3 mariene ecoregio's:
- Mariene ecoregio Noordelijke Galapagoseilanden (172)
- Mariene ecoregio Oostelijke Galapagoseilanden (173)
- Mariene ecoregio Westelijke Galapagoseilanden (174)